# Partnerschaft (Rechtsform)
Die Partnerschaft ist eine Personengesellschaft nach deutschem Recht, in der sich Angehörige freier Berufe zur Ausübung ihrer Berufe zusammenschließen können. Die Rechtsform wurde 1995 mit dem Partnerschaftsgesellschaftsgesetz (PartGG) neu geschaffen. Die Partnerschaft ist an freiberufliche Tätigkeiten gebunden und übt im Gegensatz zu den Personenhandelsgesellschaften kein Handelsgewerbe aus. Angehörige einer Partnerschaft können nur natürliche Personen sein. Bloße Kapitalbeteiligung ist nicht zulässig.

## Rechtsgrundlagen
Es gilt das Partnerschaftsgesellschaftsgesetz (PartGG). Soweit dort nichts anderes bestimmt ist, finden die Vorschriften des Bürgerlichen Gesetzbuches (§§ 705–740 BGB) und des Handelsgesetzbuchs (§§ 105–160 HGB) über die Gesellschaft Anwendung.

## Name
Die Partnerschaft übt kein Handelsgewerbe aus, ist folglich keine Handelsgesellschaft und kann somit auch im eigentlichen Sinne keine Firma führen. Nach § 2 PartGG führt sie jedoch einen Namen. Seit Inkrafttreten des Gesetzes zur Modernisierung des Personengesellschaftsrechts am 1. Januar 2024 muss der Name der Partnerschaft nur noch den Zusatz „und Partner“ oder „Partnerschaft“ enthalten. Bis zum 31. Dezember 2023 mussten der Name mindestens eines Partners, einer der vorstehenden Zusätze sowie die Berufsbezeichnungen aller in der Partnerschaft vertretenen Berufe enthalten sein; Vornamen mussten nicht angegeben werden. Andere Namen als die der Partner durften nicht mit aufgenommen werden; laut Urteil des Bundesgerichtshofs vom 11. März 2004 (I ZR 62/01) galt dieses Verbot aber nicht für sonstige Zusätze wie etwa Phantasienamen. Seit 1. Januar 2024 sind somit auch für Partnerschaftsgesellschaften Phantasienamen zulässig.
Ergänzend gelten für die Namensführung der Partnerschaft bestimmte Regelungen des Handelsgesetzbuchs entsprechend (§ 2 Abs. 2 PartGG).

## Eintragung im Partnerschaftsregister
Die Gesellschafter der Partnerschaft müssen nach § 4 Abs. 1 PartGG die Partnerschaft im Partnerschaftsregister eintragen lassen. Auch der Ein- oder Austritt eines Partners, die Änderung des Namens oder die Sitzverlegung der Partnerschaft müssen zur Eintragung ins Partnerschaftsregister angemeldet werden.

## Eigenkapital
Eine bestimmte Mindestausstattung mit Eigenkapital ist nicht gesetzlich vorgeschrieben.

## Geschäftsführung bzw. Vertretung nach außen
Zur Führung der Geschäfte sind grundsätzlich alle Partner berechtigt und verpflichtet, es sei denn, im Partnerschaftsvertrag ist etwas anderes vereinbart. Einzelne Partner können im Partnerschaftsvertrag nur von der Führung der sonstigen Geschäfte ausgeschlossen werden. Im Übrigen richtet sich das Rechtsverhältnis der Partner untereinander nach dem Partnerschaftsvertrag. Die Geschäftsführergehälter der Partner sind steuerlich nicht als Betriebsausgabe abzugsfähig; sie sind bei der steuerlichen Gewinnverteilung dem jeweiligen Partner als Vorwegvergütung zuzurechnen.

## Gewinn- und Verlustverteilung
Die Aufteilung von Gewinn und Verlust auf die Partner wird regelmäßig im Partnerschaftsvertrag geregelt. Trifft der Partnerschaftsvertrag keine Aussage darüber, sind die gesetzlichen Regelungen anzuwenden. Da das PartGG keinen Verweis auf die Vorschriften zur Gewinn- und Verlustverteilung einer OHG enthält (§ 6 Abs. 3 PartGG), ist gemäß § 1 Abs. 4 PartGG auf die Regeln der GbR und somit § 722 BGB zurückzugreifen. Gewinn und Verlust wird nach Köpfen verteilt.

## Rechtsfähigkeit der Partnerschaft
Eine Partnerschaft kann unter ihrem Namen Rechte erwerben und Verbindlichkeiten eingehen, Eigentum und andere dingliche Rechte an Grundstücken erwerben und vor Gericht klagen und verklagt werden (§ 7 Abs. 2 PartGG i. V. m § 124 HGB), ist somit rechtsfähig.

## Haftung der Partner
Die Partner einer Partnerschaft haften – im Unterschied zu einer bloßen Bürogemeinschaft – für die Verbindlichkeiten der Partnerschaft den Gläubigern als Gesamtschuldner persönlich. Nach § 8 Abs. 2 PartGG haften für berufliche Fehler kraft Gesetz neben dem Gesellschaftsvermögen nur diejenigen Partner, die mit der Bearbeitung eines Auftrags tatsächlich befasst waren. Scheidet ein Partner aus, haftet er für die bis dahin begründeten Verbindlichkeiten weiter. Für Verbindlichkeiten, die nicht mit der Ausführung eines Auftrages in Verbindung stehen (beispielsweise die Bestellung von Büromaterial), haften demnach die Partner wie in einer Gesellschaft bürgerlichen Rechts (GbR) immer als Gesamtschuldner.

## Auflösung einer Partnerschaft
Eine Partnerschaft wird aufgelöst
- wenn sie für eine bestimmte Zeit eingegangen worden ist, durch Zeitablauf,
- wenn die Partner ihre Auflösung beschließen,
- wenn das Insolvenzverfahren über das Vermögen der Partnerschaft eröffnet wird,
- durch gerichtliche Entscheidung.

Ein Partner scheidet aus der Partnerschaft aus,
- durch Tod des Partners (Der Partnerschaftsvertrag kann jedoch bestimmen, dass die Partnerschaft an Dritte vererblich ist, die Partner sein können.),
- durch Eröffnung des Insolvenzverfahrens über sein Vermögen,
- durch Kündigung des Partners,
- durch Kündigung durch einen Privatgläubiger des Partners,
- durch Beschluss der Partnerversammlung,
- durch Eintritt der im Partnerschaftsvertrag vereinbarten Ausscheidungsgründe.

## Rechnungslegung der Partnerschaft
Nach BGB hat der Rechnungsabschluss bei einer Gesellschaft und die Gewinnverteilung im Zweifel am Schluss jedes Geschäftsjahrs zu erfolgen. Diese Rechnungslegungspflicht ist auch im steuerlichen Interesse zu befolgen. Partnerschaften können als Gewinn den Überschuss der Betriebseinnahmen über die Betriebsausgaben ansetzen. Die Vorschriften über die Absetzung für Abnutzung oder Substanzverringerung sind dabei zu befolgen. Die Anschaffungs- oder Herstellungskosten für nicht abnutzbare Wirtschaftsgüter des Anlagevermögens sind erst zum Zeitpunkt der Veräußerung oder Entnahme dieser Wirtschaftsgüter als Betriebsausgaben zu berücksichtigen. Die nicht abnutzbaren Wirtschaftsgüter des Anlagevermögens sind unter Angabe des Tages der Anschaffung oder Herstellung und der Anschaffungs- oder Herstellungskosten oder des an deren Stelle getretenen Werts in besondere, laufend zu führende Verzeichnisse aufzunehmen. Nicht abziehbare Aufwendungen im Sinne des § 4 Abs. 5 Satz 1 Nr. 1 bis 4, 6b und 7 EStG sind einzeln und getrennt von den sonstigen Betriebsausgaben aufzuzeichnen. Soweit diese Aufwendungen nicht vom Abzug ausgeschlossen sind, dürfen sie bei der Gewinnermittlung nur berücksichtigt werden, wenn sie besonders aufgezeichnet sind.

## Steuerliche Behandlung einer Partnerschaft
Wirtschaftsgüter, die ein Partner einer Partnerschaft für Zwecke der Partnerschaft nutzt, gehören zum Sonderbetriebsvermögen des betreffenden Partners. Die Partnerschaft ist dann nicht gewerbesteuerpflichtig, wenn an ihr keine berufsfremden Personen beteiligt sind. Ein Partner einer Partnerschaft erzielt aus seiner Beteiligung an der Partnerschaft Einkünfte aus selbständiger Arbeit. Einkommensteuerpflichtig ist nicht die Partnerschaft, sondern jeder einzelne Partner. Die Partnerschaft ist Unternehmer im Sinne des Umsatzsteuergesetzes. Ein Unternehmer ist verpflichtet, zur Feststellung der Umsatzsteuer und der Grundlagen ihrer Berechnung Aufzeichnungen zu machen. Bei der Übertragung einer Partnerschaftsbeteiligung im Wege der Schenkung oder Erbfolge auf einen Nachfolger wird bei der Erbschaftsteuer eine spezielle Steuervergünstigung für das Betriebsvermögen gewährt.